# ライル・ヒューイットソン
ライル・ヒューイットソン（Lyle Hewitson、1997年10月30日 - ）は南アフリカ共和国の騎手。

## 来歴
2016年に南アフリカで騎手免許を取得。
2017/18年シーズン、2018/19年シーズンと2年続けて南アフリカリーディングを獲得。
2019/20年シーズンは香港ジョッキークラブに参戦するが、序盤でのつまづきから現地調教師や馬主とのコネクションが得られず年間わずか3勝にとどまる。だが、香港国際競走の折に日本の競馬関係者と出会ったことをきっかけに、2020年に初来日、JRAから短期騎手免許の交付を受ける。日本での身元引受調教師は国枝栄、契約馬主は吉田勝己。スプリングステークスで伏兵ガロアクリークを勝利へ導き、来日初重賞制覇を飾った。同年はさらに5月2日の青葉賞をオーソリティで制し、短期免許期間中に重賞2勝を記録した。
2021年香港スプリントでアメージングスターに騎乗した際、レース中に本馬の故障をきっかけに4頭が競走中止となる落馬事故が発生し、ヒューイットソンは骨盤の亀裂骨折を負った。

## 成績

### 南アフリカ
- 2017/18年	1469戦184勝（南アフリカリーディング1位）
- 2018/19年	1558戦219勝（南アフリカリーディング1位）

### 香港
- 2019/20年	242戦3勝（香港リーディング17位）[2]

### 日本
|            | 日付          | 競馬場・開催    | 競走名               | 馬名             | 頭数 | 人気 | 着順 |
| ---------- | ------------- | --------------- | -------------------- | ---------------- | ---- | ---- | ---- |
| 初騎乗     | 2020年3月7日  | 2回中山3日目1R  | 3歳未勝利            | ピクチャーポーズ | 16頭 | 1    | 4着  |
| 初勝利     | 2020年3月7日  | 2回中山3日目7R  | 4歳以上1勝クラス     | マサハヤニース   | 9頭  | 5    | 1着  |
| 重賞初騎乗 | 2020年3月7日  | 2回中山3日目11R | オーシャンステークス | ハウメア         | 16頭 | 4    | 10着 |
| 重賞初勝利 | 2020年3月22日 | 2回中山9日目11R | スプリングステークス | ガロアクリーク   | 10頭 | 6    | 1着  |
| GI初騎乗   | 2020年4月5日  | 2回阪神4日目11R | 大阪杯               | マカヒキ         | 12頭 | 7    | 10着 |

## 主な勝ち鞍
- 2018年：ゴールドチャレンジ、ガーデンプロヴィンスS、サマーC（以上　南アフリカG1）
- 2019年：ゴールドメダリオン、サウスアフリカンフィリーズスプリント、ガーデンプロヴィンスS（以上　南アフリカG1）
- 2020年：スプリングステークス、青葉賞（以上　日本G2）